# Atentado fallido de Times Square de 2010
El 1 de mayo de 2010, un fallido coche bomba fue desmantelado por el Departamento de Policía de Nueva York (NYPD) en el Times Square, Nueva York. Un agente fue alertado de la amenaza por un vendedor ambulante. El artefacto, compuesto por unos tanques de gas propano, pólvora y unos cables, falló al explotar y fue exitosamente desarmado por un robot sin causar muertes o daños.

## Autor material

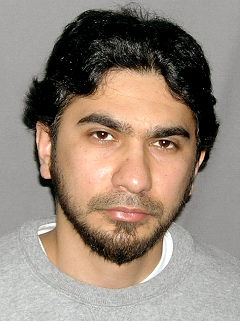
Una fotografía policial de Faisal Shahzad en 2010.

Después del fallido atentado en Times Square, el Departamento de Policía de Nueva York empezó a buscar a un sujeto de tez blanca de unos 40 años, como sospechoso. Los datos se obtuvieron a partir de la filmación del vehículo por una cámara de vigilancia en la tarde del sábado 1 de mayo. Los investigadores también siguieron la pista de un turista que posiblemente vio y grabó al sospechoso en el estado de Pensilvania. La policía recalcó que no tenía pruebas de que existiesen vínculos con grupos militantes islámicos, desmintiendo informaciones divulgadas en la mañana del 2 de mayo.

## Reacción
Debido al incidente, el Gobierno dijo que trataba el caso como potencial acto terrorista, según informó la Secretaria de Seguridad Nacional, Janet Napolitano. Mientras tanto un supuesto grupo de talibanes de Pakistán dijeron ser responsables del fallido atentado en una página web islamista. La autenticidad del mensaje no fue confirmada por la policía de Nueva York.